# ياكيشي
ياكيشي (بالصينية: 牙克石市) هي مدينة على مستوى مقاطعة، في الصين، تقع في هولونبوير، بلغ عدد سكانها 352,173 نسمة وذلك حسب إحصائيات سنة 2010، تبلغ مساحتها 27,590 كيلومتر مربع، رمزها البريدي هو 022100.

## التقسيمات الإدارية
- Bogt Town  [لغات أخرى]‏
- Tulihe [الإنجليزية]‏
- Ih Toli Gol  [لغات أخرى]‏.